# Fulgenci Mestres
Fulgenci Mestres Bertran (* 31. August 1965 in Vilafranca del Penedès, Spanien) ist ein spanischer Schauspieler, Artist und Zirkusclown.

## Leben
Fulgenci Mestres wurde als jüngstes von acht Kindern als Sohn eines Lokalpolitikers und einer Kioskbesitzerin geboren. Er studierte Theaterwissenschaften am Institut del Teatre in Barcelona und schloss am Conservatori Superior de Música del Liceu Ausbildungen in Gesang und Violine ab.
Ab 1986 war er mehrere Jahre lang Mitglied der katalanischen Musiktheatergruppe Dagoll Dagom und hatte 1988 im Musical Mar i cel (Meer und Himmel) seine erste tragende Rolle, der weitere folgten. Nach einem zweijährigen Engagement in der Gruppe Comediantes war Mestres ab 1996 in Produktionen des Teatre Nacional de Catalunya zu sehen. 2000/2001 folgte mit La Fura dels Baus und dem Stück OBS/Obsessions eine Tournee durch Europa und Südamerika.
Ab 1996 widmete sich Mestres vor allem auch dem Theater- und Clowntrio Monti & Cia, das er als Gensi gemeinsam mit Joan Montanyès und Oriol Boixader bildete.  Eine DVD von Auftritten des Trios und die Performance in Klowns veranlasste Bernhard Paul, die Truppe 2005 für Gastauftritte im Circus Roncalli zu engagieren. Mestres blieb anschließend als fester Bestandteil des Roncalli-Ensembles und bildete dort einige Jahre lang als Weißclown den Gegenpart zum dummen August, dem berühmten David Larible. Dabei sieht er seine Aufgabe nicht darin, „Leute zum Lachen zu bringen“, sondern Poesie in die Manege zu bringen.

## Aufführungen (Auswahl)
- 2002: Forum 2000 (Monti & Cia)[6]
- 2001: Pallassos de Nadal (Monti & Cia, Regie: Joan Montanyès)[7]
- 2000: ØBS (La Fura dels Baus, Regie: Pep Gatell)[8]
- 1999: Utopista (Monti & Cia)[9]
- 1998: Guys & Dolls (Teatre Nacional, Regie: Mario Gas)[10]
- 1997: Klowns (Monti & Cia)
- 1995: El llibre de les bèsties (Comediants, Regie Joan Font)[11]
- 1993: Historietes (Dagoll Dagom, Regie: Joan Lluís Bozzo)[12]
- 1992: Flor de Nit (Dagoll Dagom, Regie: Joan Lluís Bozzo)[13]
- 1988: Mar i cel (Dagoll Dagom, Regie: Joan Lluís Bozzo)[14]
- 1986: El Mikado (Dagoll Dagom, Regie: Joan Lluís Bozzo)[15]